# Sk8er Boi
«Sk8er Boi» — второй сингл канадской певицы Аврил Лавин из её дебютного альбома Let Go, вышедшего в 2002 году. Песня написана Аврил Лавин и продюсерской компанией The Matrix (Скот Спок, Лоурен Кристи и Грэхэм Эдвардс), продюсерами также являются The Matrix. Выпущенный в 2002 году сингл попал Топ-10 в американском Billboard Hot 100, занял 8 место в Великобритании, 3 место в Австралии, 30-е в Канаде и наконец возглавил хит-парад Испании, став одной из её наиболее удачных песен на сегодняшний день. В списке лучших песен десятилетия «Sk8er Boi» занял третье место.

## Музыкальное видео
Действие клипа, режиссёром которого является Фрэнсис Лоуренс, начинается с того, что несколько людей распространяют рекламные листовки по всему городу. На плакатах аэрозольной краской написано «7th & Spring Noon», сообщающие о местоположении и времени импровизированного концерта Лавин. Множество людей по городу видят эти постеры и граффити с изображением звезды. Затем мы видим Лавин с её друзьями едущих в модифицированной машине на место концерта. Затем они выходят из машины, подключают инструменты и дают концерт. Толпа растет и приезжает полиция. В конце видео Лавин разбивает гитару о лобовое стекло машины и над ними зависает вертолет.
В клипе Лавин надела футболку с логотипом начальной школы Уилкесборо из Северной Каролины. После выхода видео школа получила огромное количество просьб сделать футболки доступными для продажи.

## Кавер-версии и использование в других видах медиа
- Кавер-версия «Sk8er Boi» от Becky содержится в компиляционном альбоме A Japanese Tribute to Avril Lavigne. Евродэнс-группа Cascada записала танцевальную версию песни для европейского и японского издания их альбома Perfect Day, вышедшего в 2007 году. Кавер версия исполненная Анджелой Майкл использована в видеоигре Elite Beat Agents для Nintendo DS. Песня также добавлена в SingStar Pop для PlayStation 2, а ещё другой кавер используется в Rock Revolution от Konami.
- «Sk8er Boi» также использовалась в качестве саундтрека для телевизионного сериала Cold Case в эпизоде третьего сезона — «The Promise».
- В 2003 году Paramount Pictures снял по мотивам песни адаптированный фильм.[4] В апреле 2008 года стало ясно, что очевидно фильм забросили или он все ещё находится в разработке.[5]
- Также в 2003 году Австралийское скетч-шоу высмеяло «Sk8er Boi», назвав его 'It’s just the sales boy'.
- Эта песня была использована в America's Funniest Home Videos при монтаже видеороликов на тему экстремальных видов спорта, включая скейтборд.
- В 2008 году HBO включила песню в эпизод «Get Some» мини-сериала «Поколение убийц». Её пел Джош Рэй Персон, когда он мочился в пустыне.
- Существует русская кавер-версия песни у группы Infornal FuckЪ в дуэте с исполнительницей «СнегЪ» под названием «Эмобой». Песня наполнена нецензурной лексикой.

## Список композиций
Австралийское издание
1. «Sk8er Boi» 3:23
2. «Get Over It» 3:27
3. «Nobody’s Fool» (recorded live in Vancouver for Z95) 3:58

Британское и мексиканское издание
1. «Sk8er Boi» 3:23
2. «Get Over It» 3:27
3. «Nobody’s Fool» (recorded live in Vancouver for Z95) 3:58
4. «Sk8er Boi» (music video)

Французское издание
1. «Sk8er Boi» 3:23
2. «Get Over It» 3:27

### Промо
Австралийское, британское и американское промо
1. «Sk8er Boi» 3:23

Американское промовинил
Side A
1. «Sk8er Boi» 3:23

Side B
1. «I’m With You» 3:44

Британское промо 2003
1. «Sk8er Boi» (live from Buffalo) 4:10

### Официальные версии
1. «Sk8er Boi» (album version) 3:23
2. «Sk8er Boi» (Demo) 3:28

## Чарты
| Чарт (2002)                   | Позиция |
| ----------------------------- | ------- |
| Australian ARIA Singles Chart | 3       |
| Austrian Singles Chart        | 7       |
| Belgian Ultratop 50 (Dutch)   | 7       |
| Belgian Ultratop 50 (French)  | 23      |
| Canadian BDS Airplay Chart    | 1       |
| Canadian Singles Chart        | 3       |
| Danish Singles Chart          | 11      |
| French Singles Chart          | 28      |
| German Singles Chart          | 18      |
| Irish Singles Chart           | 5       |
| Italian Singles Chart         | 8       |

| Чарт (2002)                     | Позиция |
| ------------------------------- | ------- |
| New Zealand RIANZ Singles Chart | 2       |
| Dutch Singles Chart             | 11      |
| Norwegian Singles Chart         | 14      |
| Swedish Singles Chart           | 12      |
| Swiss Singles Chart             | 17      |
| UK Singles Chart                | 8       |
| U.S. ARC Weekly Top 40          | 1       |
| U.S. Billboard Hot 100          | 10      |
| Venezuelan Singles Chart        | 6       |

## Сертификации
| Регион | Сертификация   | Продажи        |
| Digital Single | Digital Single | Digital Single |
| --- | -------------- | -------------- |
| Австралия (ARIA) | Платиновый     | 70 000^        |
| Бразилия (ABPD) | Платиновый     | 100,000*       |
| Новая Зеландия (RMNZ) | Платиновый     | 10 000*        |
| Великобритания (BPI) | Золотой        | 503,000        |
| США (RIAA) | Золотой        | 755,000*       |
| Video Single |                |                |
| США (RIAA) | Платиновый     | 100 000^       |
| * Данные о продажах приведены только на основе сертификации. ^ Данные о тиражах приведены только на основе сертификации. |                |                |

(*) Note: The Platinum-award in the US are for the songs "I'm with You" and "Sk8er Boi" combined in a video single format.

## Награды
| Год  | Церемония                       | Награда                                 | Результат    |
| ---- | ------------------------------- | --------------------------------------- | ------------ |
| 2003 | Grammy Awards                   | Лучшее женское вокальное рок-исполнение | Номинирована |
| 2003 | MTV Video Music Awards          | Best Pop Video                          | Номинирована |
| 2003 | MuchMusic Video Awards          | Best international video by a Canadian  | Выиграла     |
| 2003 | Nickelodeon Kids' Choice Awards | Favorite Song                           | Выиграла     |

## Даты выхода сингла
| Регион    | Дата             | Лейбл          | Формат                  |
| --------- | ---------------- | -------------- | ----------------------- |
| США       | Август, 2002     | Arista Records | CD, цифровое скачивание |
| Австралия | 28 октября, 2002 | Sony BMG       | CD, цифровое скачивание |
| Европа    | 6 декабря, 2002  | Sony BMG       | CD, цифровое скачивание |